# Луково (Оборницький повіт)
Луково (пол. Łukowo, нім. Luckland) — село в Польщі, у гміні Оборники Оборницького повіту Великопольського воєводства.
Населення — 451 особа (2011).
У 1975-1998 роках село належало до Познанського воєводства.

## Демографія
Демографічна структура станом на 31 березня 2011 року:
|          | Загалом | Допрацездатний вік | Працездатний вік | Постпрацездатний вік |
| -------- | ------- | ------------------ | ---------------- | -------------------- |
| Чоловіки | 227     | 64                 | 148              | 15                   |
| Жінки    | 224     | 46                 | 135              | 43                   |
| Разом    | 451     | 110                | 283              | 58                   |